# Polidrupa

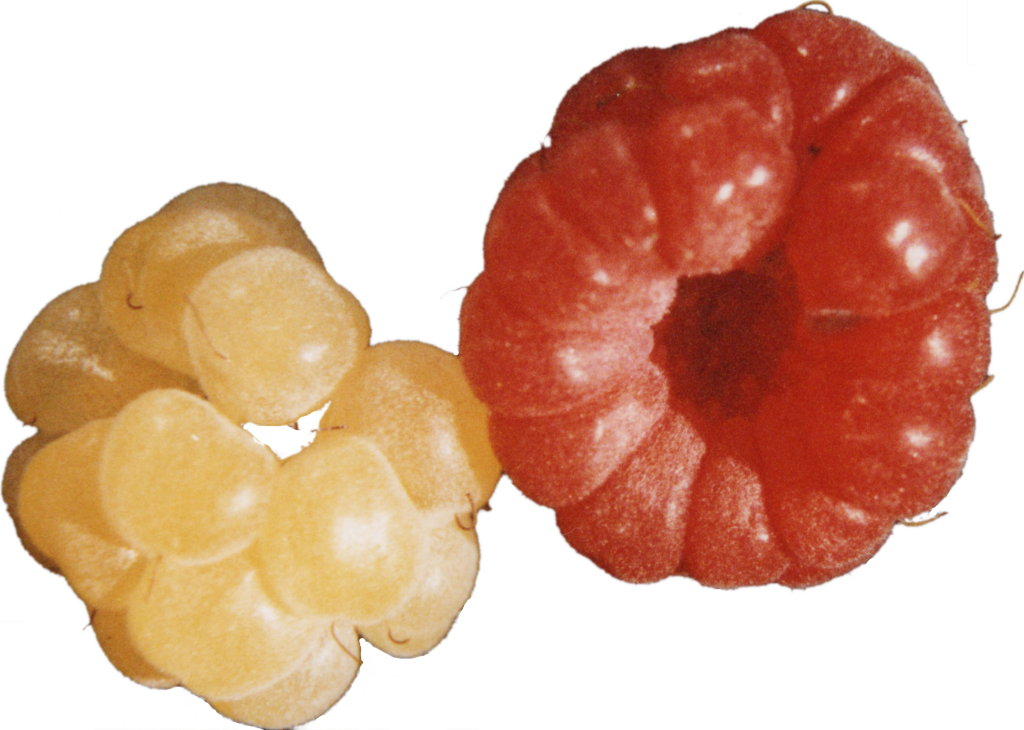
Frambuesas, ejemplo de polidrupa

En botánica, una polidrupa es un fruto agregado en el que diferentes carpelos forman drupas pequeñas, o drupeolas, que se insertan en el mismo receptáculo. Resultan en un fruto compuesto de pequeños "frutos" a su vez. Las pepitas o semillas nos resultan apenas perceptibles al ingerirlos, dado su pequeño tamaño. Son típicas de las Rosáceas, particularmente el género Rubus.
Ejemplos de polidrupas son los frutos de la zarzamora y de la frambuesa.